# طلال منير
طلال منير مزيد من مواليد 25 يوليو 1999 لاعب كرة قدم قطري يلعب في الوسط في نادي معيذر معار من نادي الشمال.

## مسيرة اللاعب
لعب في نادي الشمال ونادي قطر ونادي معيذر.